# Уот (блюдо)
Уот (амх. ወጥ) или цебхи (тигринья ጸብሒ) — эфиопское и эритрейское стью, которое можно приготовить из курицы, говядины, баранины, различных овощей, специй и смесей, таких как бербере и нитер киббе (топлёное масло с приправами).

## Обзор
Несколько свойств отличают уот от рагу других культур. Возможно, наиболее очевидным является необычная техника приготовления: приготовление уот начинается с медленного приготовления нарезанного лука без жира или масла в сухой сковороде или кастрюле до тех пор, пока из него не испарится большая часть влаги. Затем добавляют жир (обычно niter kibbeh, приправленное, топлёное масло), а лук и другие ароматические вещества обжаривают перед добавлением других ингредиентов. Этот метод приводит к тому, что лук превращается в однородную массу и загущает стью.
Уот традиционно едят с ынджерой, рыхлой лепёшкой, сделанной из тефа. Есть много видов уот. Популярными являются доро уот и сига уот (амхарский: ሥጋ sigā), приготовленные из говядины.

### Доро уот
Доро уот (амх. ዶሮ ወጥ dōrō we̠t’, тигринья ጸብሒ ደርሆ   Tsebhi derhō ), приготовленный из курицы, а иногда и сваренных вкрутую яиц, является самой популярной традиционной едой в Эритрее и Эфиопии, которую часто едят совместно из общей миски и корзины с ынджерой.

### Мисир уот
Misir Wat или Misir Wot — чечевичное стью, его основные ингредиенты включают расколотую красную чечевицу, чеснок, лук и специи. Это популярное веганское блюдо, пользующееся большим спросом у православных христиан во время поста.

### Санбат уот
Бета-Исраэль (эфиопские евреи) едят еврейскую версию доро-уот, которая называется «санбат-уот» («субботний уот»). Санбат уот — традиционное блюдо на шаббат. Чтобы избежать смешивания мяса и молочных продуктов, вместо топлёного масла как парве можно использовать растительное масло. Также можно использовать екимем зейет, разновидность нитр киббе, приготовленную из растительного масла.